# Ośno (gromada w powiecie aleksandrowskim)
Ośno – dawna gromada, czyli najmniejsza jednostka podziału terytorialnego Polskiej Rzeczypospolitej Ludowej w latach 1954–1972.
Gromady, z gromadzkimi radami narodowymi (GRN) jako organami władzy najniższego stopnia na wsi, funkcjonowały od reformy reorganizującej administrację wiejską przeprowadzonej jesienią 1954 do momentu ich zniesienia z dniem 1 stycznia 1973, tym samym wypierając organizację gminną w latach 1954–1972.
Gromadę Ośno z siedzibą GRN w Ośnie utworzono 31 grudnia 1959 w powiecie aleksandrowskim w woj. bydgoskim z obszarów zniesionych gromad Stawki i Ostrowąs (bez wsi Brzeźno) w tymże powiecie.
W 1961 roku gromada miała 27 członków gromadzkiej rady narodowej.
1 stycznia 1969 z gromady Ośno wyłączono grunty o powierzchni ogólnej 41,46 ha, włączając je do miasta Aleksandrowa Kujawskiego w tymże powiecie; do gromady Ośno z Aleksandrowa Kujawskiego włączono natomiast grunty rolne o powierzchni ogólnej 31,43 ha.
1 stycznia 1972 gromadę Ośno połączono z gromadami Opoki i Służewo, tworząc z ich obszarów gromadę Służewo z siedzibą Gromadzkiej Rady Narodowej w Służewie w tymże powiecie (de facto gromadę Opoki zniesiono, włączając jej obszar do gromady Służewo).
Uwaga: Nie mylić z gromadą Ośno Górne.